# Topper (Bootsklasse)

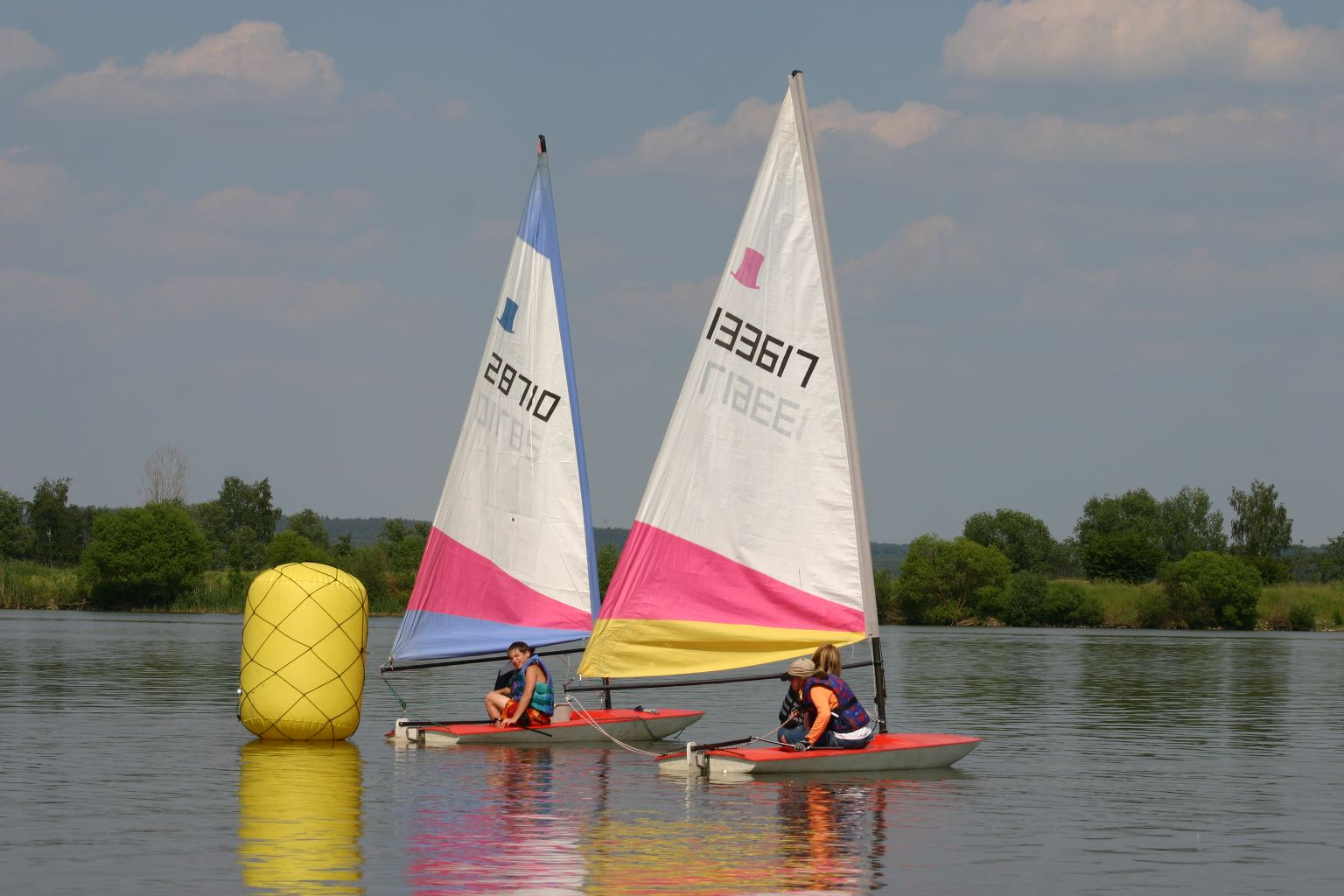
Topper auf dem Altmühlsee

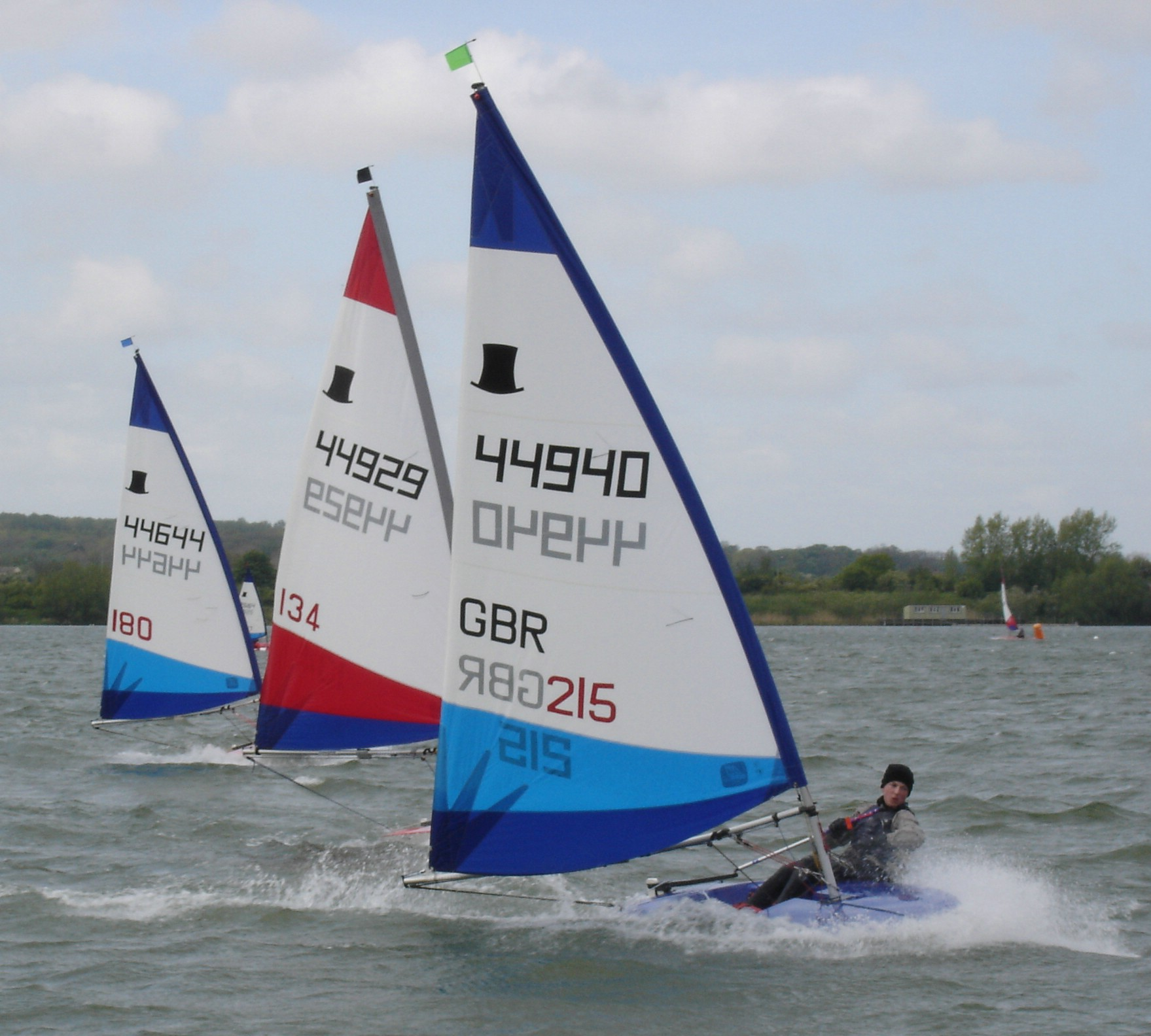
Topper bei den Stewartby Open, 2005

Der Topper ist ein in England von Ian Proctor entworfenes, seit 1965 gebautes Schwertboot. Das Boot besitzt einen hochelastischen, in einer Form gespritzen Rumpf aus Polypropylen und unterscheidet sich dadurch von den meisten anderen Bootsklassen, deren Rümpfe auf Epoxidharzbasis beruhen. Er ist weltweit mit über 50.000 Einheiten als Jugend-, Ausbildungs-, Regatta- und Freizeitjolle zu finden.
Der Topper kann maximal mit zwei Erwachsenen besetzt werden, bei Regatten wird er Einhand gefahren.
Internationale Wettkämpfe finden seit 1982 statt. Bei den Weltmeisterschaften traten erstmals Jungen und Mädchen ab 13 Jahren gemeinsam in derselben Klasse gegeneinander an. Für jüngere Segler gibt es auch eine Weltmeisterschaft mit einem etwas kleineren 4,2 m² großen Segel. Eine weitere Weltmeisterschaft wird für Segler ab 21 Jahren ausgetragen.
Das optional erhältliche kleinere Segel lässt sich ohne weitere Veränderungen anbringen. Es wird für Kinder mit einem Körpergewicht von etwa 30–40 kg empfohlen.
Auf Grund seines geringen Gewichtes kann der Topper auf dem Autodach transportiert werden.
Die Mehrzahl der Boote segelt in England, aber auch in Deutschland gibt es eine Fangemeinde, hauptsächlich auf dem Breitenauer See und dem Altmühlsee, außerdem auf der Lechstaustufe bei Königsbrunn und im British Möhnesee Sailing-Club.
Eine etwas leichtere Variante des exakt gleichen Entwurfes von Ian Proctor wurde ab 1973 von Snapir Sailing Craft Ltd. in Israel aus glasfaserverstärktem Kunststoff unter dem Namen Snapir OD 11 hergestellt.

## Klassenvereinigung
Im November 1994 erhielt der Topper von der International Yacht Racing Union (IYRU) den Status einer internationalen Bootsklasse. Die deutsche Klassenvereinigung wurde am 7. Dezember 1998 gegründet und am 23. Dezember 1998 im Vereinsregister eingetragen.